# Robert de Pontigny
Robert de Pontigny (Francia, XIII secolo – Parma, 9 ottobre 1305) fu un monaco francese che divenne abate e fu nominato cardinale.
Apparteneva alla famiglia dei conti di Tonnere.

## Biografia
Entrato giovane nell'Ordine Cistercense, si addottorò in teologia.
Nel 1285 fu eletto abate di Pontigny, carica che mantenne fino al 1294 allorché venne eletto abate di Citeaux. Papa Celestino V lo nominò cardinale nel concistoro del 18 settembre 1294, con il titolo di cardinale presbitero di Santa Pudenziana. Dal 3 gennaio 1298 fino al suo decesso ricoprì la carica di camerlengo del Sacro Collegio. Alla sua morte, avvenuta a Parma mentre era in viaggio, la sua salma venne tumulata nella chiesa abbaziale di Citeaux.

## Conclavi
Robert de Pontigny partecipò a tutti e tre i conclavi che furono tenuti durante il periodo del suo cardinalato:
- conclave del 1294, che elesse papa Bonifacio VIII;
- conclave del 1303, che elesse papa Benedetto XI;
- conclave del 1304-1305, che elesse papa Clemente V.